# 범한자동차 E-SKY
범한자동차 E-SKY는 범한자동차에서 판매하고 있는 버스 시리즈이다.